# Алжир (област)
Вижте пояснителната страница за други значения на Алжир.
Област Алжир (на арабски: ولاية الجزائر – Уила̀ят(а) ал-Джазааир; на френски: Wilaya d'Alger, на алжирски арабски: Дзаирия) е столичната област (уилая) на Алжир. Административен център е град Алжир, който е и столицата на държавата.
Разположена е в центъра на алжирското крайбрежие по Средиземно море. Намира се в часова зона UTC+01. Телефонният ѝ код е +213 (0) 21. Площта ѝ е 273 квадратни километра.
Според преброяването от 2008 г. населението на областта е 2 988 145 души, включително само в столицата живеят 2 364 230 души.
Областта е разделена на 13 околии, а те – на общо 57 общини. Включва град Алжир (простиращ се във всички 13 околии и в 42 общините), други градове, села.